# Ława przysięgłych

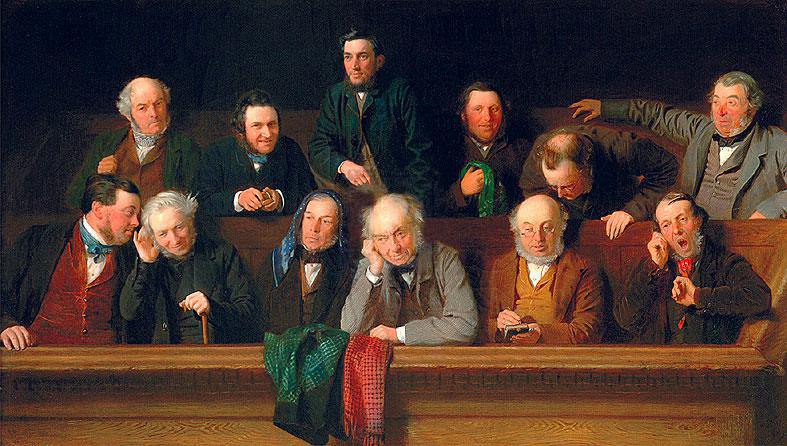
Ława przysięgłych, obraz z 1861 przedstawiający brytyjską ławę przysięgłych

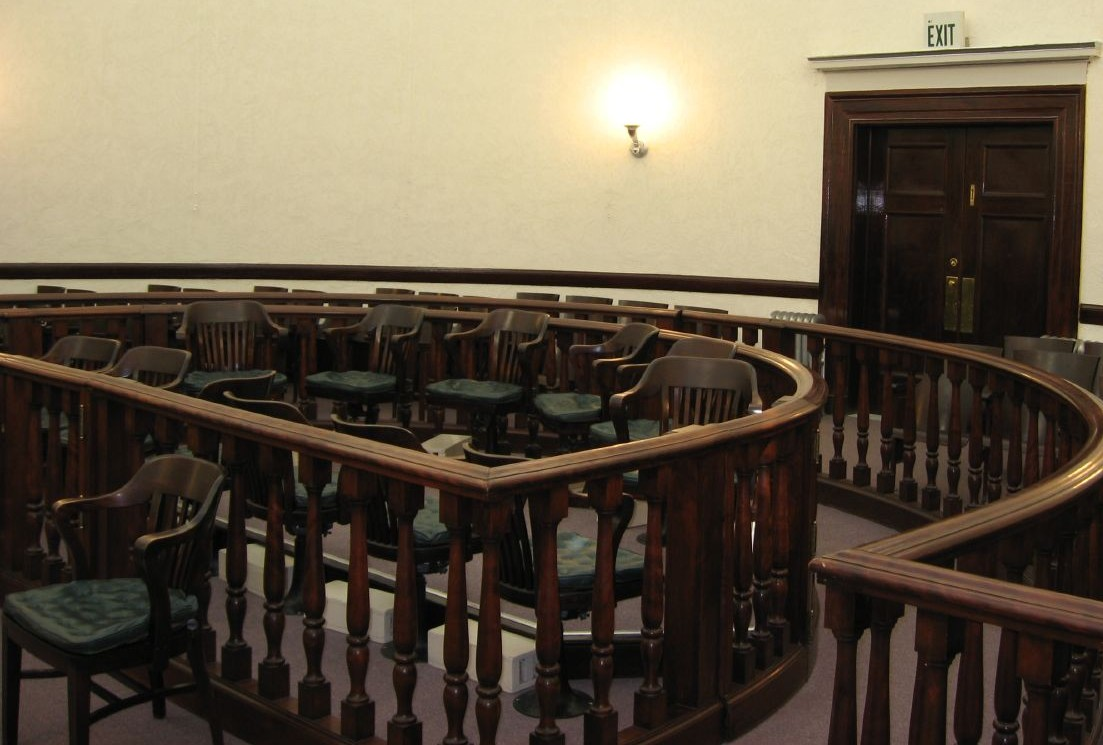
Loża przysięgłych w amerykańskim sądzie

Ława przysięgłych – instytucja władzy sądowniczej, w skład której wchodzą zwykli obywatele, a nie sędziowie zawodowi. Jest wyrazem udziału czynnika społecznego w sprawowaniu wymiaru sprawiedliwości.
Ława przysięgłych istnieje obecnie przede wszystkim w państwach, w których obowiązuje system prawa precedensowego.

## Polska
Ława przysięgłych jako instytucja polskiego prawa procesowego istniała w dwudziestoleciu międzywojennym. Przewidywały tę instytucję Konstytucja marcowa w artykule 83, kodeks postępowania karnego z 1928 r. oraz prawo o ustroju sądów powszechnych z tego samego roku, jednak na skutek niewydania rozporządzeń wykonawczych, sądy przysięgłych w Polsce nie funkcjonowały aż do września 1939 r. Wyjątkiem były ziemie dawnego zaboru austriackiego, gdzie jednak działały one na podstawie przepisów zaborczych i zostały zniesione ustawą z dnia 9 kwietnia 1938 r. o zniesieniu instytucji sądów przysięgłych i sędziów pokoju.
Tryb powoływania członków sądów przysięgłych w II RP różnił się od przyjętego w systemie prawa brytyjskiego. Pełnili funkcje bezpłatnie, jako osoby zaufania publicznego. Kandydaci na przysięgłych byli wskazywani przez zarządy gmin i spośród nich wybierani przez komisję pod przewodnictwem prezesa sądu okręgowego złożoną z dwóch sędziów, przedstawicieli samorządów miejskich, samorządów powiatowych, przedstawiciela izby adwokackiej, prokuratura sądu okręgowego i przedstawiciela wojewody. Komisja dokonywała wyboru większością głosów. Przysięgli byli powoływani na kadencję w drodze losowania z wyłonionej w ten sposób przez komisję okręgową listy przysięgłych.
Po II wojnie światowej nie wprowadzono w Polsce ławy przysięgłych. Jako czynnik społeczny orzekają w Polsce ławnicy, których rola w wymiarze sprawiedliwości jest zupełnie inna.

## Stany Zjednoczone
W Stanach Zjednoczonych istnieją zasadniczo trzy różne ławy, tj. wielka ława (grand jury), ława procesowa w sprawach karnych (trial jury bądź petit jury) oraz ława procesowa w sprawach cywilnych (civil jury). Wielka ława decyduje w przedmiocie postawienia jednostki w stan oskarżenia. Ława procesowa w sprawach karnych orzeka o winie, natomiast ława w procesach cywilnych o stanie faktycznym. O każdym z  tych organów mowa jest w federalnej Konstytucji USA (tj. V, VI i VII poprawce do Konstytucji), przy czym w różny sposób poprawki te wiążą federację i stany. 
W procesach karnych, zgodnie z orzeczeniem Sądu Najwyższego USA w sprawie Apodaca v. Oregon z 2020 r., werdykt przysięgłych musi zostać uzgodniony jednomyślnie, w przeciwnym razie sędzia musi rozwiązać ławę i zarządzić nowy proces. W procesach cywilnych natomiast regulacje zakładają, że werdykt może zostać uzgodniony np. większością 10:2. Na podstawie jej werdyktu w procesie karnym sędzia zawodowy ustala karę za dany czyn (w granicach przewidzianych przez prawo stanowione). W wypadku, gdy oskarżony popełnił czyn zabroniony zagrożony karą śmierci wówczas, po uznaniu go za winnego, ława przysięgłych (często w odrębnym postępowaniu) decyduje, czy skazany powinien otrzymać tę karę, czy też karę dożywotniego pozbawienia wolności. W niektórych jurysdykcjach natomiast ława opiniuje kwestię kary śmierci, pozostawiając ostateczną decyzję w gestii sędziego.
W procesie cywilnym ława przysięgłych decyduje w przedmiocie wymiaru odszkodowania, które może przyjąć formę zarówno odszkodowania za rzeczywistą szkodę (actual damage), jak i odszkodowania karnego (punitive damage).